# Menhartice
Menhartice är en ort i Tjeckien.   Den ligger i regionen Vysočina, i den centrala delen av landet, 150 km sydost om huvudstaden Prag. Menhartice ligger 456 meter över havet och antalet invånare är 161.
Terrängen runt Menhartice är platt.Runt Menhartice är det glesbefolkat, med 16 invånare per kvadratkilometer. Närmaste större samhälle är Jemnice, 3,5 km norr om Menhartice. Trakten runt Menhartice består till största delen av jordbruksmark.